# Bonorum venditio
La bonórum venditio, istituto del diritto romano, è il nome dato all'intera procedura di vendita dei beni di un debitore al cosiddetto bonórum émptor, compratore dei beni, che si assumeva l'obbligo del pagamento dei debiti ai creditori.
Con la míssio in bóna i creditori (istanti, ma anche successivi), con decreto del magistrato, sono immessi nel possesso dei beni del debitore e, uno dei creditori è nominato dal pretore curátor bonórum, e ha il compito di provvedere alla custodia dei beni nel comune interesse dei creditori.
Con questo provvedimento:
1. si sottraggono i beni alla disponibilità del debitore al fine di indurlo a soddisfare i suoi creditori;
2. il curatore può notificare con proscríptio bonórum (pubblici proclami) l'avvenuta immissione per dare modo, a chiunque fosse interessato, a intervenire o a provvedere al pagamento dei debiti e del riscatto dei beni.